# Peppone
Giuseppe Bottazzi, soprannominato Peppone, è un personaggio immaginario, perennemente in lotta con don Camillo, creato da Giovannino Guareschi e protagonista di una serie di racconti ambientati nella Bassa padana nell'immediato dopoguerra. Per crearlo, lo scrittore italiano si ispirò alla figura del sindacalista Giovanni Faraboli.

## Descrizione
Giuseppe Bottazzi, chiamato da tutti Peppone, è sposato con Maria, con la quale ha avuto cinque figli maschi: Walter, Michele, Marco, Libero Antonio Camillo Lenin e Antonio. Gli episodi che vengono narrati da Guareschi mostrano un personaggio caratteristico, pieno di quella tipica schiettezza emiliana, in parte caricaturale e in parte assolutamente familiare. Nel racconto "Qualcosa galleggia sull'acqua" compreso nel romanzo "Don Camillo e il suo gregge" e nel film "Il ritorno di Don Camillo" viene citata anche la madre di Peppone, la quale abita presumibilmente ancora nel paese. Peppone vive in una grande casa nel centro del suo paese natio, situata subito dietro la chiesa (infatti Don Camillo lo tiene d'occhio da una finestra della canonica). È un artigiano (fabbro e meccanico) molto dotato, proprietario di una piccola officina meccanica che, negli anni del boom economico, diventerà un autosalone con rivendita di elettrodomestici. 
Peppone è rappresentato come un uomo alto e corpulento, dotato di una grande forza fisica, tanto che nei vari racconti viene detto che, quando non riesce a controllarsi, diventa "inarrestabile come un Panzer" e sferra colpi così forti da causare disorientamento in chi li riceve. Scarsamente istruito (ha completato a malapena la terza elementare) ma dotato di grande carisma e straordinariamente abile nel coordinare i compagni di partito, Peppone riesce molto bene nel suo compito di amministratore, spesso con l'aiuto di Don Camillo, il parroco del paese, suo avversario politico, che non incarna certo lo stereotipo del pretino perbenista di provincia: egli è infatti impulsivo ed esuberante, nonché dotato di una grande forza e forse l'unico in paese capace di tenere testa a Peppone in uno scontro fisico. I due da una parte sono sempre pronti a litigare, graniticamente convinti della bontà delle proprie posizioni, dall'altra sono amici ed alla fine riescono sempre a mediare e a trovare una soluzione che li metta d'accordo. 
Come riconosciuto più volte dallo stesso Don Camillo, Peppone, nonostante i suoi modi bruschi e le sue sparate violente, è fondamentalmente quello che si dice un "galantuomo", incapace di compiere atti vili, fosse pure contro gli avversari politici: Guareschi scrive che Peppone, quando era a capo della sua banda partigiana durante la Resistenza, rifuggiva le crudeltà inutili e, a differenza di altri capi partigiani o suoi sottoposti, anche quando ne ebbe l'occasione evitò di prendersi vendette contro avversari politici e cercò di proteggere alcuni compaesani compromessi con il regime dalle rappresaglie dei partigiani.  
Nonostante sia un comunista convinto (ideologia generalmente caratterizzata da irreligiosità e anticlericalismo), Peppone è comunque credente e si considera e si comporta come un buon cristiano, in quanto si è sposato in chiesa, ha fatto battezzare tutti i suoi figli e spesso si reca in chiesa di nascosto per pregare, confessarsi oppure accendere dei ceri a Cristo o alla Madonna. Allo stesso modo, sebbene Peppone, visti il suo schieramento a sinistra e la sua affiliazione al Partito Comunista Italiano, si professi internazionalista e pacifista e dica per disciplina di partito di rifiutare le ideologie "nazionaliste borghesi", nella realtà è un fervente patriota e va fiero del suo passato nella Resistenza e del suo servizio militare nella guerra del '15-'18, durante la quale si è guadagnato la Medaglia al Valor Militare.
Nei racconti di Mondo Piccolo Peppone in genere riesce a tenere testa a Don Camillo, e spesso è egli stesso a "mollare la presa" solo dopo che il sacerdote lo fa ragionare e calmare. Nei film invece Peppone appare spesso alla mercé di Don Camillo.

## Biografia fittizia
Adattamenti cinematografici a parte, la biografia di Peppone si può ricostruire dai vari racconti di Guareschi pubblicati negli anni. Nel racconto "Diario di un Parroco di Campagna" si viene a sapere che discende da un omonimo Giuseppe Bottazzi, capo di una banda di rapinatori, giustiziato nel 1647 per rapina e tentato omicidio di un prete. Nato nel 1899 a Ponteratto, un immaginario paese della Bassa padana (identificato poi nelle trasposizioni cinematografiche con Brescello), figlio di contadini, Peppone si fece notare fin da bambino per essere un discreto discolo, che non perdeva occasione per far ammattire la maestra di scuola Cristina con le sue birbanterie; una volta addirittura si presentò in classe a cavallo di una vacca. Sebbene il film Don Camillo e l'onorevole Peppone racconti che il primo incontro di Don Camillo e Peppone sarebbe avvenuto negli anni 1940, durante la Resistenza, nei libri si viene invece a sapere che i due sono praticamente cresciuti assieme, frequentando la stessa scuola nella stessa classe (come accennato nel racconto "La Festa degli Alberi") e prestando servizio insieme come militari durante la Grande Guerra, guadagnandosi entrambi la medaglia al valor militare. Nel racconto "Il Capobanda Piovuto dal Cielo" si viene a sapere che Peppone da ragazzino era a capo di una banda di coetanei detta "Banda del Chiavicone", che si dedicava a rubare la frutta dagli orti e di cui faceva parte pure Don Camillo, il quale l'abbandonò quando entrò in seminario.
Dopo la prima guerra mondiale Peppone si mise in mostra come un comunista fervente ed esagitato, fino a quando Dario Camoni (che odiava tutti i comunisti perché ne aveva visti alcuni mentre picchiavano suo padre) gli fece bere un grosso bicchiere di olio di ricino sotto la minaccia di una pistola, il tutto davanti agli occhi di Maria, prima fidanzata e poi moglie di Peppone. Durante il regime fascista Peppone portò avanti il proprio mestiere di fabbro e meccanico e, ovviamente, ridusse al minimo l'attività politica, ma rimase un osservato speciale essendo considerato "sovversivo" in quanto erano note le sue idee di sinistra e perché a volte, quando alzava un po' troppo il gomito, faceva volare parole grosse. A causa di tali comportamenti, venne preso in antipatia da Giacomino di Tre Picchi, importante gerarca in camicia nera, il quale, quando sentiva Peppone urlare in osteria, lo sfidava a scopa (gioco nel quale Peppone comunque eccelleva) scommettendo una bottiglia di cognac e, alla fine di ogni partita, dopo averlo regolarmente umiliato davanti a tutti gli altri avventori, esclamava "Così si trattano i sovversivi!". Peppone cercò di sfuggire a Giacomino cambiando diverse osterie, ma ogni volta questo lo ritrovava: la storia si ripeté per oltre dieci anni, tanto da diventare una vera e propria ossessione per Peppone. 
Nel 1943 venne arrestato per "propaganda antifascista" poiché, credendo erroneamente che suo fratello fosse morto al fronte, si ubriacò e cominciò ad imprecare contro il fascismo (questo è successo nella realtà all'autore Giovannino Guareschi); venne quindi posto davanti alla scelta tra il confino o il richiamo nell'esercito e scelse di essere arruolato come caporale addetto alla revisione e riparazione dei mezzi militari. Dopo l'8 settembre 1943 si diede alla macchia e prese la via della montagna, mettendosi al comando di una banda partigiana molto attiva nei dintorni del suo paese natale, dove ritornò solo dopo la Liberazione, ricominciando ad occuparsi attivamente di politica e venendo eletto primo cittadino.
Nell'ambito della finzione letteraria, Peppone assieme all'amico Don Camillo, entrambi "Classe '99", in alcuni racconti viene indicato come insignito della medaglia d'argento al valor militare e delle altre decorazioni della vittoria del primo conflitto mondiale e alla Resistenza.
In una scena di Don Camillo monsignore... ma non troppo assume lo pseudonimo di "Pepito Sbazzeguti", anagramma del suo nome e cognome, per riscuotere in segreto una vincita al Totocalcio, non volendo far sapere alla comunità ed in particolare ai colleghi del partito di aver vinto una grossa somma. Viene però smascherato da Don Camillo.
Nella finzione letteraria di Guareschi e nelle relative trasposizioni cinematografiche, la sezione del Partito Comunista di Brescello, comandata da Peppone, era composta da un seguito di fedelissimi compagni talvolta anche definiti papaveri per via della devozione al colore rosso (il simbolo del socialismo rivoluzionario). I fedeli della cosiddetta "banda di Peppone" erano il Brusco, il Bigio, lo Smilzo e il Nero. Un altro "fedelissimo" che poi lo tradirà quando Peppone avrà problemi di salute è "il Lungo".

## Adattamenti cinematografici

### Serie con Gino Cervi e Fernandel (1952-1970)
Nella trasposizione cinematografica girata nel comune di Brescello, diretta nei suoi vari capitoli dai registi Julien Duvivier, Carmine Gallone e Mario Camerini, Peppone è interpretato dall'attore Gino Cervi, mentre la parte di Don Camillo viene ricoperta dal francese Fernandel. Il primo candidato al ruolo di Peppone fu lo stesso Guareschi, che però si rivelò immediatamente inadatto a recitare davanti a una macchina da presa, anche a causa del fatto che tirava davvero schiaffi e pugni anziché simularli; la produzione ripiegò quindi su Cervi, scelto dopo un provino. Sebbene fedele al personaggio descritto da Guareschi, il quale stese personalmente la sceneggiatura dei primi film, alcuni episodi e aspetti di Peppone sono stati adattati per il grande schermo: per esempio, nel film Don Camillo e l'Onorevole Peppone, si accenna al fatto che lui e Don Camillo, entrambi ragazzi del '99, si sarebbero conosciuti durante la Resistenza negli anni '40, quando in realtà nei libri viene scritto che i due erano amici d'infanzia e compagni di classe alle elementari, oltre ad aver fatto assieme la prima guerra mondiale.

### Don Camillo e i Giovani d'Oggi (1972)
In questo film di Camerini, l'ultimo tratto dalle opere di Guareschi, girato a San Secondo Parmense a causa del rifiuto del comune di Brescello di autorizzare le riprese, il personaggio di Peppone è interpretato dall'attore americano Lionel Stander, mentre Don Camillo era impersonato da Gastone Moschin. In questo film (e in maniera ancora più vistosa del successivo remake di Terence Hill), Peppone pare rapportarsi in modo lievemente diverso con don Camillo rispetto alla serie originale, rivolgendosi a lui con minor riguardo ed evitando il "voi" di cortesia (tranne che talvolta in privato), dandogli del "tu".

### Don Camillo (1983)
In questo remake, diretto da Terence Hill e girato a Pomponesco negli anni 1980, il personaggio di Peppone è interpretato dall'attore britannico Colin Blakely, mentre lo stesso Hill interpreta Don Camillo.